# Étoile carbonée

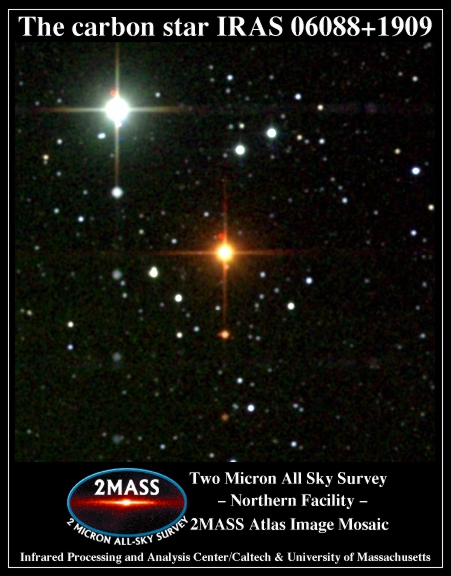
Etoile carbonée près de l'anti centre de la Galaxie - IRAS 06088+1909

Les étoiles carbonées sont des étoiles qui ont développé une composition chimique où le carbone domine à la place de l'oxygène. Il y a plusieurs types d'étoiles carbonées, et la raison de cet enrichissement en carbone n'est pas toujours connue. 

Entre autres, les étoiles géantes carbonées ont fait l'objet de nombreuses études. Pour celles-ci, l'enrichissement est expliqué par la remontée de carbone, récemment synthétisé dans le cœur stellaire, à la surface de l'étoile par convection.

## Cas des étoiles géantes carbonées
Pour ces étoiles géantes, la température effective est relativement basse de telle sorte que des molécules se forment dans leurs atmosphères. Quand elles sont enrichies en carbone, les astronomes observent des molécules telles que l'acétylène C2H2, ou le carbone diatomique C2, le méthylidyne CH, le cyanure d'hydrogène HCN, etc. ; qui produisent des bandes d'absorption caractéristiques dans les domaines visible et infrarouge des spectres stellaires.

### Source de poussière interstellaire
Les atmosphères de ces étoiles « froides » et lumineuses sont souvent instables et elles pulsent sur des périodes de l'ordre de l'année. Sous l'action de cette pulsation, l'atmosphère est étendue et, dans les couches extérieures, la matière se trouve à une température suffisamment basse pour que certains éléments se condensent en particules microscopiques (« poussière d'étoiles »). Dans le cas d'une étoile carbonée, cette poussière est composée de matériau carboné, par exemple des hydrocarbures aromatiques polycycliques (HAP). On pense aussi à d'autres composés tels que du carbone amorphe ou du carbure de silicium SiC. Dès que ces particules se forment, elles sont soumises à la pression du champ de rayonnement de l'étoile et se trouvent expulsées vers l'extérieur. En même temps, elles entrainent avec elles le gaz, de telle sorte qu'un vent se développe et que l'étoile se trouve progressivement entourée d'une enveloppe circumstellaire en expansion. L'étoile rejette ainsi de la matière dans le milieu interstellaire. Un aspect intéressant des étoiles carbonées en phase de perte de masse est qu'elles sont parmi les plus importants contributeurs à ce renouvellement du milieu interstellaire, tout particulièrement en matière carbonée.